# 26. januar
26. januar je 26. dan leta v gregorijanskem koledarju. Ostaja še 339 dni (340 v prestopnih letih).

## Dogodki
- 1699 – Avstrija in Turčija podpišeta Karlovški mir
- 1788 – ustanovljen Sydney
- 1790 – na Dunaju premiera Mozartove opere Così fan tutte
- 1821 – v Ljubljani se prične kongres Svete alianse
- 1905 – v Pretorii najden največji diamant na svetu (3106 karatov)
- 1907 – Franc Jožef I. potrdi novi zakon o državnozborskih volitvah
- 1934 – Nemčija in Poljska skleneta prijateljski mednarodno pogodbo o nenapadanju
- 1941 – začetek britanske ofenzive v Somaliji
- 1942 – Japonska vojska se izkrca na Salomonovih otokih
- 1945 – celotni Ardeni so osvobojeni
- 1972 – v strmoglavljenju Jatovega letala pri Srbski Kamenici (Češka) umre 26 ljudi
- 1993 – Václav Havel postane predsednik Češke
- 2005 – ob strmoglavljenju helikopterja CH-53 v Iraku umre 31 marincev, kar je na tem bojišču najhujša izguba vojakov v enem dnevu
- 2021 – odstopil je italijanski premier Giuseppe Conte

## Rojstva
- 967 – cesar Kazan, 65. japonski cesar († 1008)
- 1467 – Guillaume Budé, francoski renesančni humanist, pravnik in filolog († 1540)
- 1781 – Ludwig Achim von Arnim, nemški pesnik, pisatelj († 1831)
- 1797 – Matija Čop, slovenski jezikoslovec, književni zgodovinar, književni kritik († 1835)
- 1855 – Vladimir Iljič Jochelson, ruski etnograf, jezikoslovec († 1937)
- 1864 – Jožef Pustaj (Jožef Pozderec), slovenski pisatelj, pesnik, novinar in učitelj († 1934)
- 1880 – Douglas MacArthur, ameriški general († 1964)
- 1883 – Maksim Gaspari, slovenski slikar († 1980)
- 1884 – Edward Sapir, nemško-ameriški antropolog in lingvist († 1939)
- 1891 – Francesco Castiglia - Frank Costello, italijansko-ameriški gangster († 1973)
- 1897 – Ciril Jeglič, slovenski botanik, krajinar († 1988)
- 1910 – Marijan Lipovšek, slovenski skladatelj, pianist in pedagog († 1995)
- 1918 – Nicolae Ceaușescu, romunski diktator († 1989)
- 1925 – Paul Newman, ameriški filmski igralec, filmski režiser († 2008)
- 1932 – Clement »Sir Coxsone« Dodd, jamajški glasbeni producent († 2004)
- 1941 – Scott Glenn, ameriški filmski igralec
- 1947 – Ángel Nieto, španski motociklistični dirkač († 2017)
- 1950 – Jörg Haider, avstrijski politik († 2008)
- 1958 – Ellen DeGeneres, ameriška filmska igralka
- 1959 – Salvador Sánchez Santiago, mehiški boksar († 1982)
- 1961 – Wayne Gretzky, kanadski hokejist
- 1963 – José Mourinho, portugalski nogometni trener
- 1977 – Vince Carter, ameriški košarkar
- 1978 – Nastja Čeh, slovenski nogometaš
- 1981 – Gustavo Dudamel, venezuelski dirigent in violinist
- 1990 – Sergio Perez, mehiški dirkač F1

## Smrti
- 1080 – Amadej II., savojski grof (* 1050)
- 1143 – Ali ibn Jusuf, almoravidski sultan (* 1083)
- 1186 – Ismat ad-Din Khatun, soproga Nur ad-Dina in Saladina
- 1630 – Henry Briggs, angleški matematik (* 1561)
- 1721 – Pierre Daniel Huet, francoski teolog (* 1630)
- 1823 – Edward Jenner, angleški zdravnik (* 1749)
- 1824 – Théodore Géricault, francoski slikar (* 1791)
- 1878 – Ernst Heinrich Weber, nemški fiziolog (* 1795)
- 1885 – Edward Davy, angleški zdravnik, kemik, izumitelj (* 1806)
- 1886 – David Rice Atchison, ameriški politik (* 1807)
- 1895 – Arthur Cayley, angleški matematik, odvetnik (* 1821)
- 1942 – Felix Hausdorff, nemški matematik (* 1868)
- 1946 – Adriaan van Maanen, nizozemsko-ameriški astronom (* 1884)
- 1947 – Princ Gustav Adolf, vojvoda Västerbottenski (* 1906)
- 1980 – Lavo Čermelj, slovenski fizik, publicist (* 1889)
- 1990 – Lewis Mumford, ameriški urbanistični sociolog (* 1895)
- 1993 – Robert Jacobsen, danski kipar in slikar (* 1912)
- 2001 – Milan Žumer, slovenski nevrokirurg (* 1908)
- 2018 – Elizabeth Hawley, ameriška novinarka in kronistka himalajskih odprav (* 1923)
- 2020 – Kobe Bryant, ameriški košarkar (* 1978)
- 2021:
  - Jozef Vengloš, slovaški nogometaš in nogometni trener (* 1936)
  - Janez Pirnat, slovenski kipar (* 1932)

## Goduje
- sveti Polikarp
- sveti Robert iz Molesma
- sveti Alberik
- sveti Štefan Harding
- sveta Pavla Rimska